# Cratere Challis

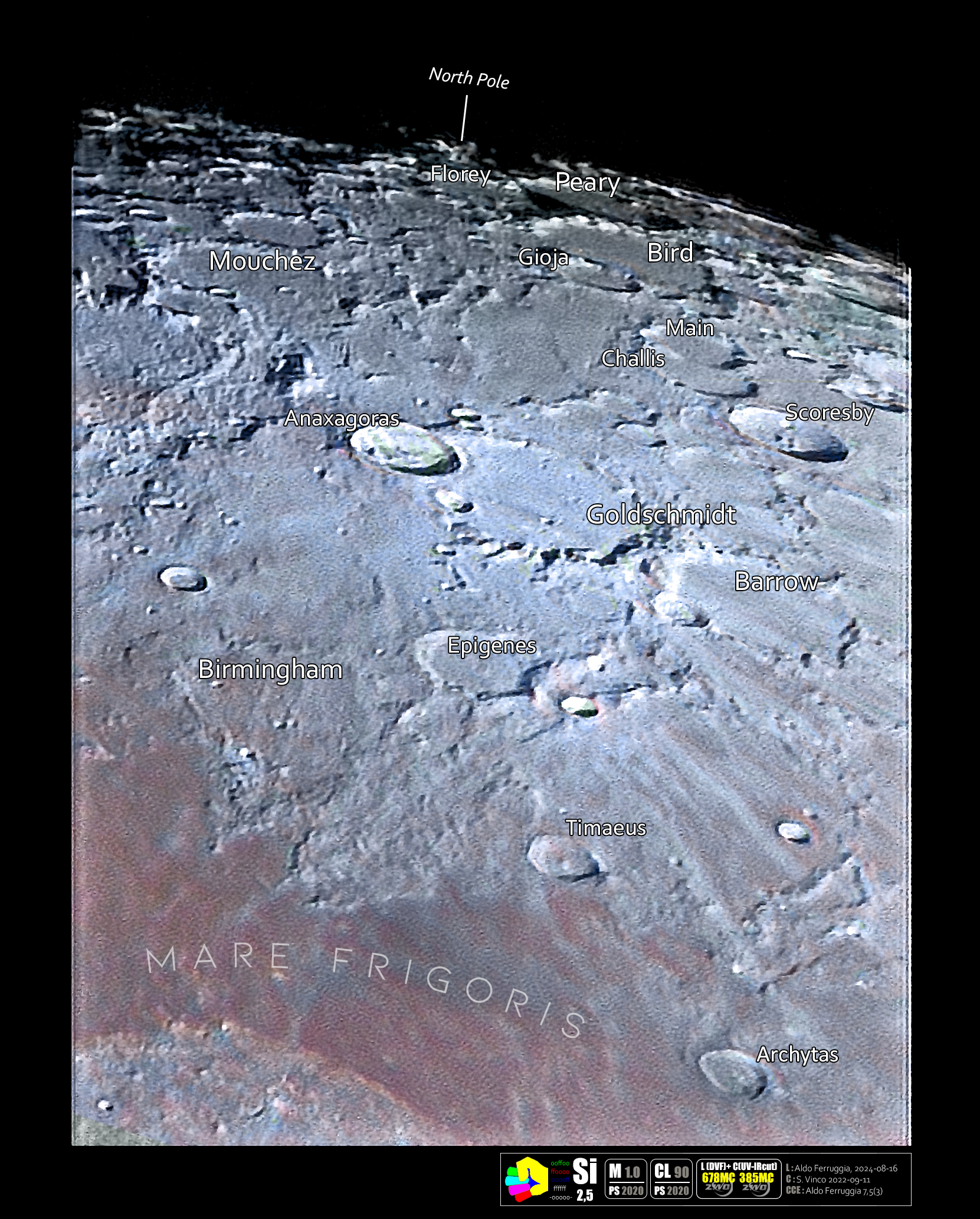
Immagine dell'area del cratere in formato Si. Vedi anche:

Challis è un cratere lunare di 53,21 km situato nella parte nord-orientale della faccia visibile della Luna, abbastanza vicino al margine da apparire significativamente allungato.
È collegato al cratere Main attraverso una spaccatura nel margine settentrionale e si trova nei pressi del cratere Scoresby, verso sud-est.
Il bordo di questo cratere è irregolare, essendo stato danneggiato da una lunga successione di impatti, che si diradano verso sud-est, dove l'erosione è minore. Un piccolo cratere giace sul bordo meridionale. Il pianoro interno sia di Challis che di Main è stato ricoperto da una colata di lava e non presenta segni particolari ad eccezione di numerosi piccoli crateri.
Il cratere è dedicato all'astronomo britannico James Challis. 

## Crateri correlati
Alcuni crateri minori situati in prossimità di Challis sono convenzionalmente identificati, sulle mappe lunari, attraverso una lettera associata al nome.
| Challis | Coordinate           | Diametro (in km) |
| ------- | -------------------- | ---------------- |
| A       | 77°16′12″N 1°58′48″E | 31,82            |